# Wolfgang Baumgart
Wolfgang Baumgart, né le 23 octobre 1949 et mort le 21 février 2011, est un joueur ouest-allemand de hockey sur gazon.

## Biographie
Wolfgang Baumgart fait partie de l'équipe nationale ouest-allemande sacrée championne olympique aux Jeux d'été de 1972 à Munich. Il dispute aussi les Jeux olympiques d'été de 1976, terminant respectivement à la quatrième place.